# Copestylum pallidithorax
Copestylum pallidithorax är en tvåvingeart som först beskrevs av Hull 1941.  Copestylum pallidithorax ingår i släktet Copestylum och familjen blomflugor.
Artens utbredningsområde är Honduras. Inga underarter finns listade i Catalogue of Life.